# Ultima notte a Warlock
Ultima notte a Warlock (Warlock) è un film western del 1959 diretto e prodotto da Edward Dmytryk, con protagonisti Richard Widmark, Henry Fonda e Anthony Quinn.

## Trama
Nella cittadina di Warlock c'è voglia di legalità e volontà di liberarsi della banda di razziatori di bestiame e fuorilegge di Mcquown, che imperversa in paese senza che lo sceriffo locale possa opporsi.
I cittadini chiedono quindi aiuto al pistolero mercenario Clay Blaisedell, famoso per le sue pistole dall'impugnatura dorata. Blaisedell, assieme all'amico Tom Morgan, gestore di saloon, che gli è morbosamente legato, ristabilisce l'ordine nella frontiera imponendo la sua legge, che a volte coincide con il senso comune. Farà la stessa cosa a Warlock sino a quando non si scontrerà con John Gannon, ex bandito redento diventato sceriffo, desideroso di imporre la vera giustizia.